# Gewerkschaft Hotel, Gastgewerbe, Persönlicher Dienst
Der  Gewerkschaft Hotel, Gastgewerbe, Persönlicher Dienst (HGPD) war eine 1978 gegründete überparteiliche Interessenvertretung für Arbeitnehmer und Arbeitnehmerinnen. Sie war eine Teilgewerkschaften des ÖGB. 
Die Gewerkschaft Persönlicher Dienst und die Gewerkschaft Gastgewerblicher Arbeiter fusionierten am Dienstag, dem 7. November 1978, daraus resultierte die Gewerkschaft Hotel, Gastgewerbe, Persönlicher Dienst. Die HGPD, die Gewerkschaft der Handel/Transport/Verkehr und die Gewerkschaft der Eisenbahner schlossen sich am 8. Dezember 2006 zur neuen Gewerkschaft vida zusammen. Die Mitgliederzahl der HGPD betrug zuletzt (Mai 2006) 47.322.

## Sektionen
Die Gewerkschaft bestand aus folgenden Sektionen:
- Friseure, Kosmetiker, Fußpfleger
- Hotel, Gastgewerbe
- Denkmal-, Fassaden-, Gebäudereiniger
- Jugendabteilung
- Heime, Soziale Dienste, Hausangestellte
- Frauenabteilung
- Miet- und Wohnhausbetreuung
- Behindertensprecher

## Geschichte
Die HGPD sah sich als Nachfolgerin der 1891 gegründeten Gewerkschaft der Friseure und der  1892 gegründeten Gewerkschaft der Gastwirtegehilfen.
Nach der Gründung des Österreichischen Gewerkschaftsbundes 1945 bildeten Friseure mit Hausangestellten, Heimhelferinnen, Hausbesorgern, Bediensteten in Bädern und Kuranstalten und Reinigern die Gewerkschaft 16: "Gewerkschaft der Arbeiter für persönliche Dienstleistungen und Vergnügungsbetriebe".
Beim Zusammenschluss der beiden Gewerkschaften wurde AK-Vizepräsident Florian Mück von der Gewerkschaft Persönlicher Dienst zum Vorsitzenden gewählt und Franz Erwin Niemitz zum Zentralsekretär.
Im April 1983 fand der erste ordentliche Gewerkschaftstag der HGPD statt. Die Anzahl der Mitglieder betrug damals 45.000 
1987 fand der ordentlichen Gewerkschaftstag statt, dabei löste schließlich Niemitz Mück als Vorsitzender ab und Rudolf Kaske, bis dahin Jugendsekretär, wurde zum Zentralsekretär gewählt. 
Franz Erwin Niemitz war bis heute Ehrenvorsitzender der HGPD 